# Start-Vaxes
Start–Vaxes Cycling Team is een wielerploeg die een Boliviaanse licentie heeft. De ploeg bestaat sinds 2012. Start–Vaxes Cycling Team komt uit in de continentale circuits van de UCI. Laura Frazer is de manager van de ploeg.

## Seizoen 2015

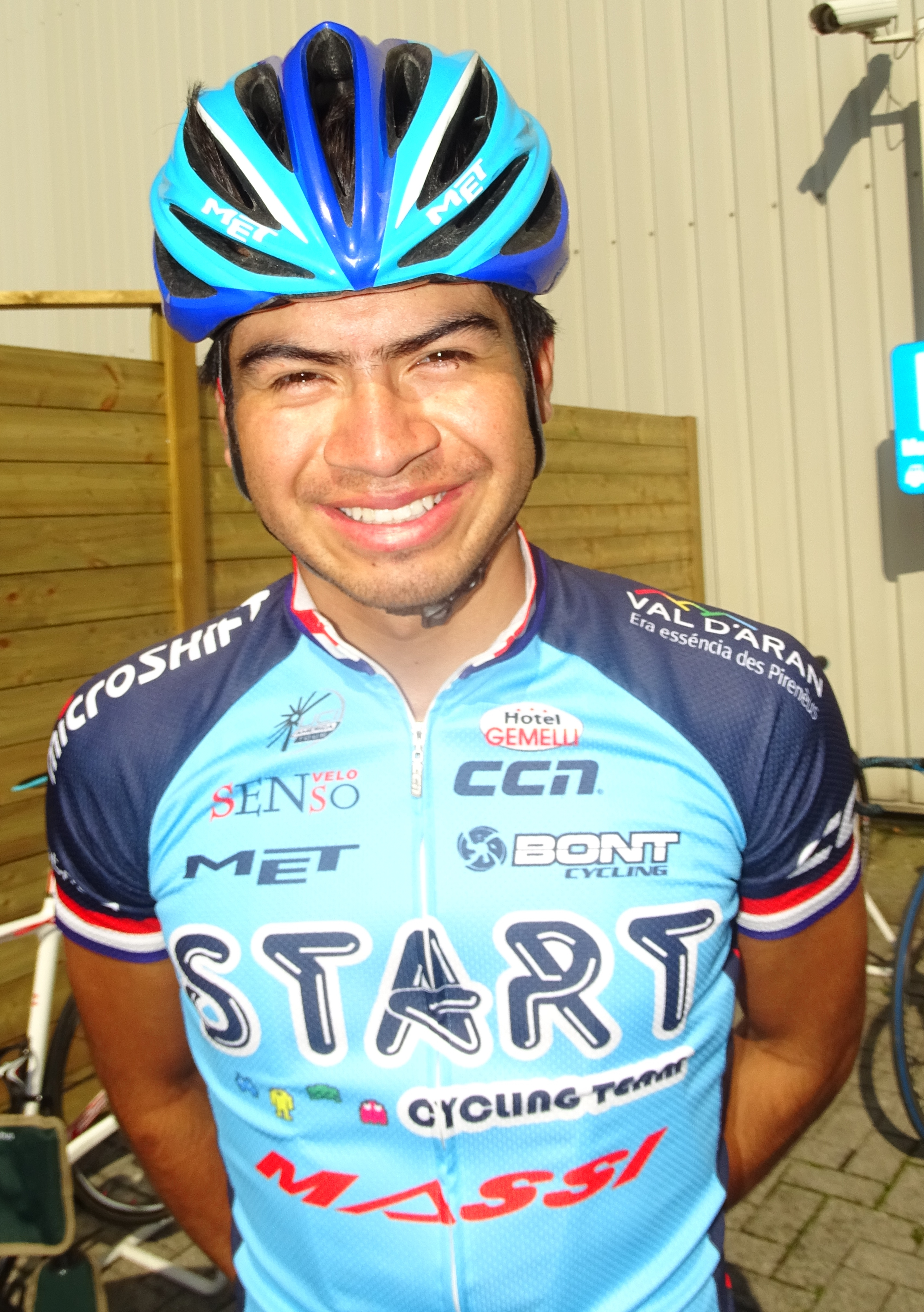
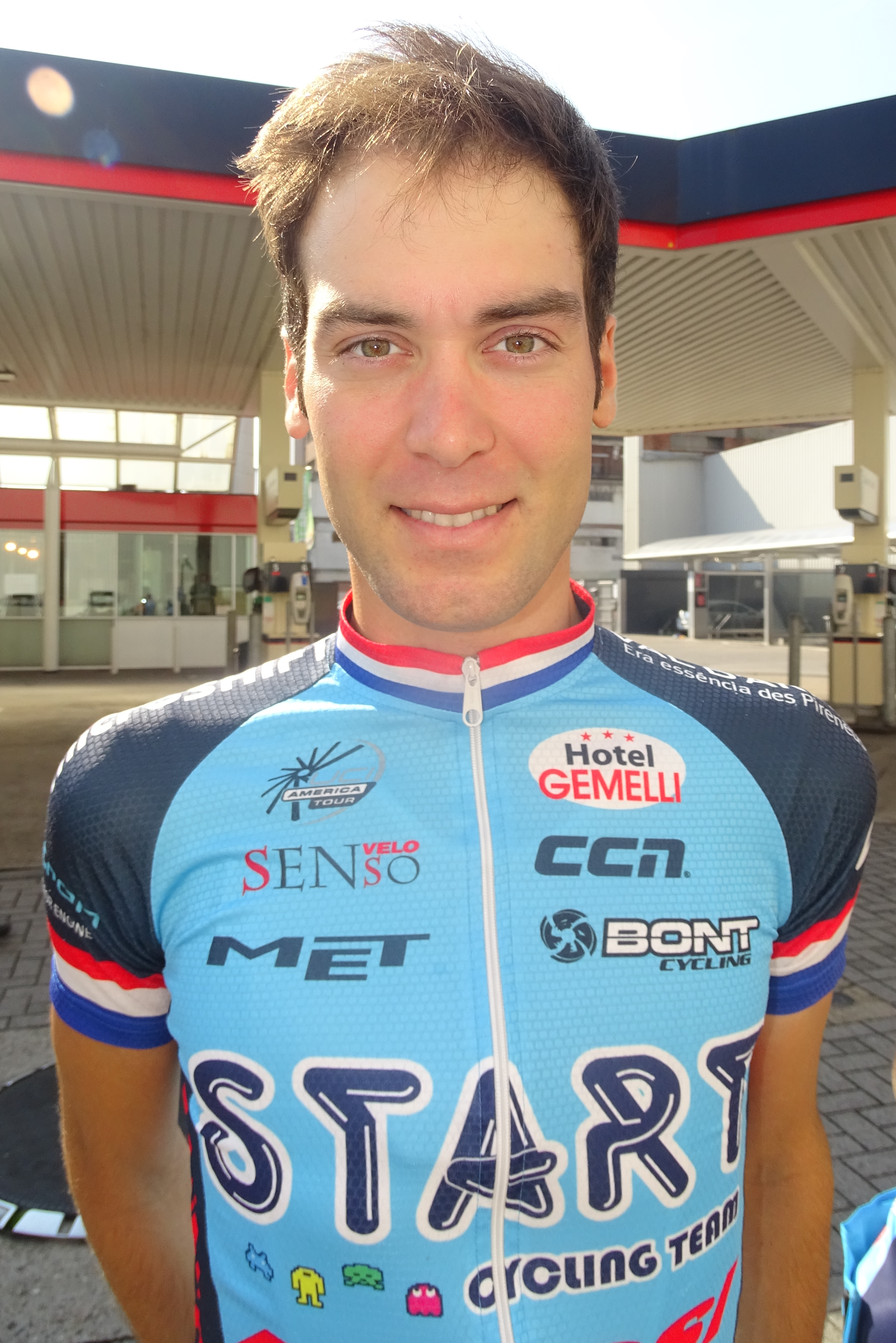
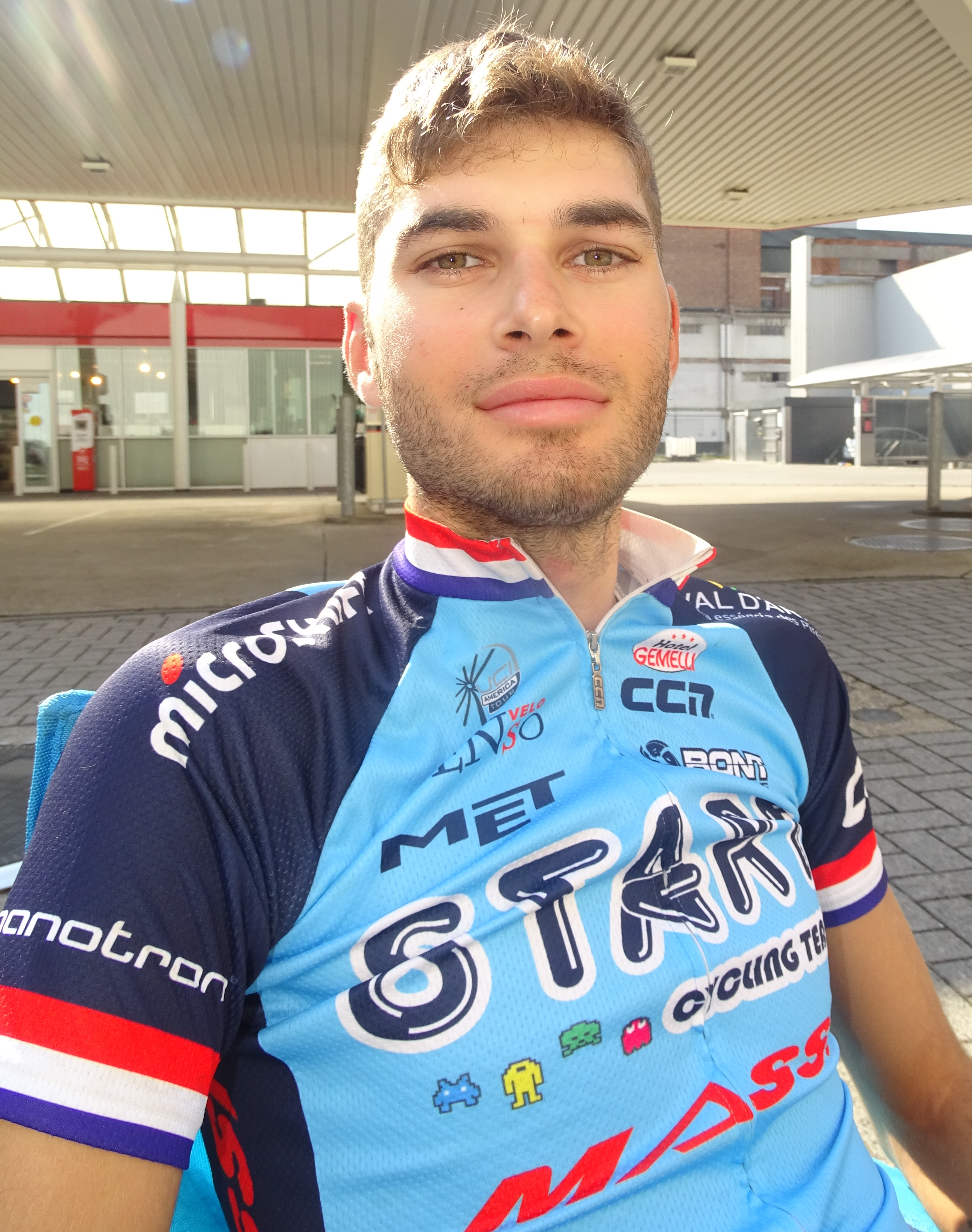
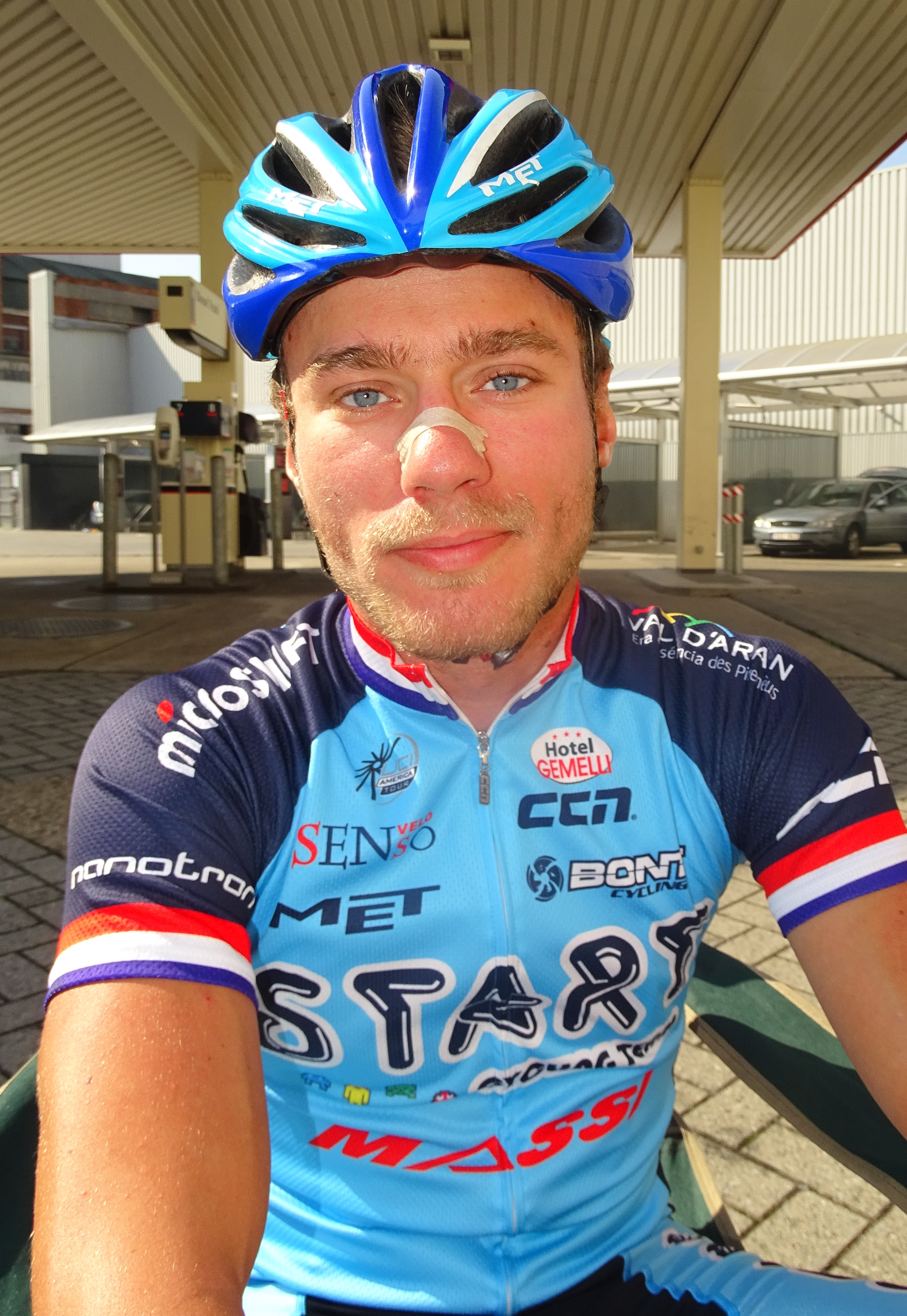
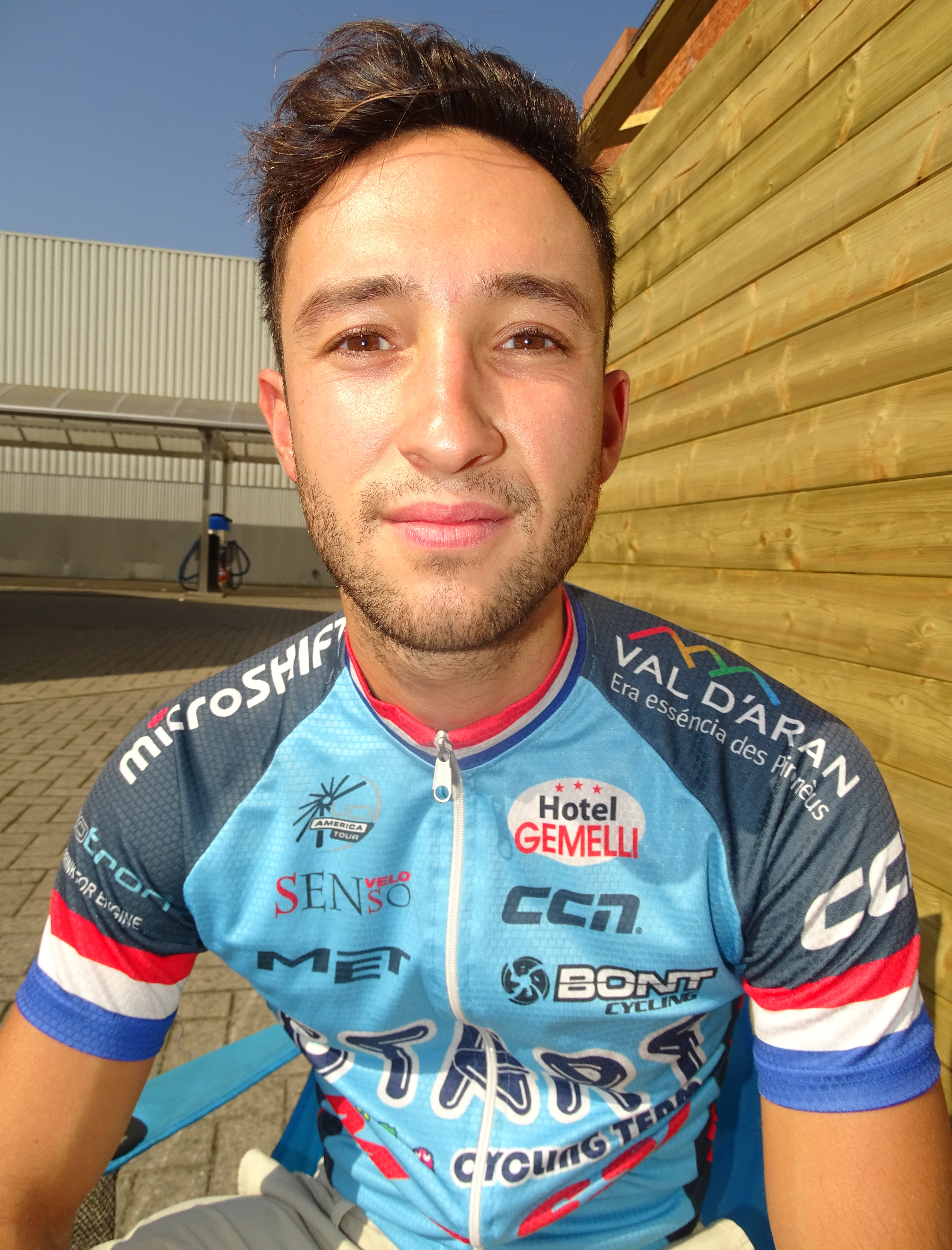
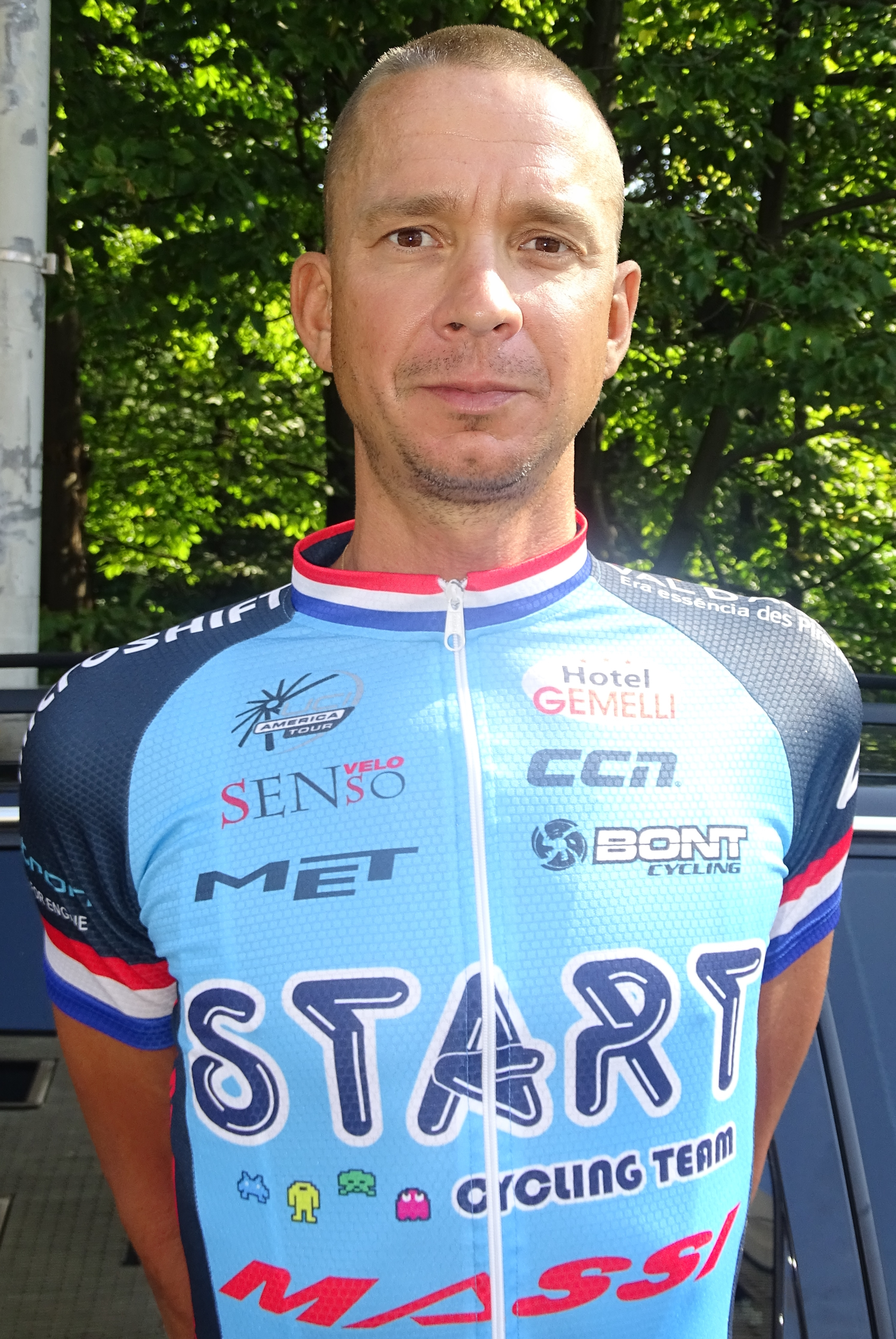

## Seizoen 2014

### Transfers
| Inkomend             | Team 2013                      | Uitgaand        | Team 2014                   |
| -------------------- | ------------------------------ | --------------- | --------------------------- |
| Eugen Wacker         | Qinghai Tianyoude Cycling Team | Bjorn De Decker | Team Cibel                  |
| Víctor Niño          | Geen                           | Manuel Calixto  | InCycle-Predator Components |
| Elias Helleskov Busk | Neo                            |                 |                             |
| Yong Li Ng           | RTS-Santic Racing Team         |                 |                             |
| Carlos Santos        | Neo                            |                 |                             |

## Seizoen 2013

### Overwinningen in de UCI Europe Tour
| Datum        | Wedstrijd                        | Cat. | Winnaar      |
| ------------ | -------------------------------- | ---- | ------------ |
| 21 september | Paraguayaans kampioenschap (ITT) | CN   | Gustavo Miño |

### Renners
| Naam                                | Geboortedatum                       | Nationaliteit    | Ploeg 2012 |
| ----------------------------------- | ----------------------------------- | ---------------- | ---------- |
| Fader Ardila                        | 8 juni 1984                         | Colombia         | Geen       |
| Manuel Calixto (tot 5 juli)         | 23 februari 1986                    | Verenigde Staten | Neo        |
| Rubén Caseny (vanaf 1 augustus)     | 13 september 1986                   | Spanje           | Neo        |
| Pedro Coronel                       | 7 september 1988                    | Paraguay         | Neo        |
| Bjorn De Decker (vanaf 1 juli)      | 10 oktober 1988                     | België           | Geen       |
| David van Eerd                      | 23 april 1990                       | Nederland        | Neo        |
| Mauricio Frazer                     | 24 januari 1984                     | Argentinië       |            |
| Óscar Matiauda                      | 22 februari 1991                    | Paraguay         | Neo        |
| Darren Matthews                     | 17 januari 1991                     | Barbados         | Neo        |
| Rubén Menéndez                      | 3 maart 1978                        | Spanje           |            |
| Gustavo Miño                        | 12 juni 1984                        | Paraguay         |            |
| Efrén Ortega (vanaf 1 augustus)     | 19 oktober 1988                     | Puerto Rico      | Neo        |
| Francisco Riveros                   | 11 november 1994                    | Paraguay         |            |
| Johnatan Sarmiento                  | 4 december 1992                     | Colombia         | Neo        |
| Leonardo Servian (tot 21 juni)      | 11 mei 1994                         | Paraguay         | Neo        |
| Ibon Zugasti                        | 17 december 1972                    | Spanje           |            |
| Stagiair                            | Stagiair                            | Nationaliteit    | Ploeg 2012 |
| Robbe Vangheluwe (vanaf 1 augustus) | Robbe Vangheluwe (vanaf 1 augustus) | België           | Neo        |
| Brandon Zavala (vanaf 1 augustus)   | Brandon Zavala (vanaf 1 augustus)   | Puerto Rico      | Neo        |